# Age of Empires
Age of Empires è un videogioco strategico in tempo reale basato sulla storia antica, sviluppato da Ensemble Studios e pubblicato da Microsoft nel 1997, primo della serie di Age of Empires. Consente all'utente di controllare un'antica civiltà facendola avanzare attraverso quattro età (età della pietra, degli strumenti, del bronzo e del ferro), ottenendo l'accesso a nuove unità e migliorie a ogni avanzamento.
Il gioco utilizza il Genie Engine, un motore di gioco bidimensionale.
Originariamente pubblicizzato come "Civilization incontra Warcraft", alcuni recensori hanno ritenuto che il gioco non fosse all'altezza di queste aspettative. Nonostante ciò, ha ricevuto recensioni generalmente buone e un pacchetto di espansione, intitolato The Rise of Rome, è uscito nel 1998. Sia l'originale Age of Empires che il pacchetto di espansione sono successivamente usciti come The Gold Edition.
Il primo seguito, Age of Empires II, è uscito nel 1999. Age of Empires: Definitive Edition, una versione rimasterizzata del gioco, è uscita il 20 febbraio 2018.

## Modalità di gioco
In questo gioco si controlla una civiltà che dovrà progredire dall'età della pietra, attraverso tutta l'età classica fino all'età del ferro cercando di divenire forte economicamente e militarmente. Si può giocare contro il computer o in rete contro altri avversari umani. Come nella maggior parte degli RTS, il gioco in solitario prevede due modalità: le campagne, in cui si giocano una serie di partite correlate, la cui evoluzione complessivamente racconta una storia prefissata; oppure si può giocare in modalità schermaglia, ovvero partite libere completamente configurate dal giocatore (che può stabilire quanti giocatori controllati dal computer devono essere presenti, quali siano suoi alleati e quali suoi nemici, quali civiltà devono controllare, le caratteristiche fisiche della mappa di gioco, e così via).
Le civiltà giocabili sono dodici: Egizi, Sumeri, Assiri, Babilonesi, Ittiti, Persiani, Fenici, Greci, Minoici, Yamato, Shang e Choson. Ognuna di esse appartiene a un determinato stile architettonico, e possiede i propri bonus.
Come in Dune II e negli altri RTS classici, in Age of Empires occorre raccogliere risorse naturali con le quali costruire nuovi edifici o creare nuove unità (per esempio guerrieri di vari tipi). Inoltre si tratta di un RTS a epoche (probabilmente il primo della storia): raccogliendo risorse il giocatore può "avanzare di epoca", passando dall'età della pietra (paleolitico) al neolitico (detto Età degli utensili), all'età del bronzo e infine all'età del ferro. In ogni nuova epoca, nuovi tipi di costruzioni e di unità diventano disponibili, e in quella finale sarà disponibile la costruzione della Meraviglia, una delle condizioni di vittoria in una partita standard.

### Tipi di partita
- Campagna Un giocatore - Serie predefinita di scenari che tracciano l'ascesa di una delle grandi civiltà antiche.
  - Campagna d'addestramento: Ascesa della Civiltà Egizia: Permette di apprendere le nozioni base del gioco (caccia, pesca, agricoltura, combattimento, commercio, ecc.) seguendo lo sviluppo della civiltà egizia dal Neolitico fino alla conquista della terra di Canaan.
  - La Gloria della Grecia: Ripercorre la storia dell'Antica Grecia dalla fondazione di Atene alla conquista della Persia da parte di Alessandro Magno.
  - Voci di Babilonia: L'evoluzione della civiltà babilonese dalle prime schermaglie con Accadi ed Elamiti fino alla distruzione di Ninive.
  - Yamato, Impero del Sol Levante: Affermazione degli Yamato dalle lotte con i clan rivali alla conquista di Kyūshū.
- Scenario Uno o più giocatori - Partita predefinita in cui si può scegliere il tipo di vittoria, ma non la disposizione di terra, acqua e risorse sulla mappa.
- Mappa Casuale Uno o più giocatori - Partita in cui tipo di vittoria, risorse, disposizione di acqua e terra e localizzazione delle civiltà sono scelte dal giocatore. I tipi di vittoria possono essere:
  - Partita a punteggio: vince il giocatore che per primo raggiungere un punteggio predefinito.
  - Partita a tempo: vince il giocatore che ha il punteggio più alto allo scadere del tempo prestabilito.
  - Conquista: vince il giocatore che sconfigge tutti gli avversari.
  - Standard: vince il giocatore che per primo completa una delle condizioni di vittoria standard, che sono: Conquista, Meraviglie (vince il giocatore che costruisce e mantiene una Meraviglia per un tempo prestabilito), Manufatti (vince il primo giocatore che conquista tutti i Manufatti, oggetti mobili simili all'Arca dell'Alleanza, e li mantiene per un tempo prestabilito), Rovine (vince il primo giocatore che conquista tutte le Rovine, strutture simili a Stonehenge, e le mantiene per un tempo prestabilito).
- Partita all'ultimo sangue Uno o più giocatori - Mappa casuale con vittoria per Conquista, ma con enormi risorse iniziali dei giocatori; l'andamento della partita, dato che l'abbondanza di risorse permette di addestrare grandi eserciti molto presto, è aggressivo e veloce, del tipo deathmatch.
- Partita per collaborazione Più giocatori - Mappa casuale, Partita all'ultimo sangue o Scenario in cui due o più giocatori alleati controllano una stessa civiltà contemporaneamente per raggiungere un dato obiettivo; questo genere di partita è giocato solo on-line.

## Campagne
Quattro sono le campagne di gioco:
- L'ascesa dell'Egitto: rappresenta la campagna tutorial del gioco, dove il giocatore impara praticamente ogni concetto base del gioco, impersonando gli Egizi dalla fine dell'ultima era glaciale, nell'anno 8000 a.C. fino all'assedio di Canaan nel 1450 a.C., che li porterà a diventare un vero impero.
- La gloria della Grecia: parte dal 2000 a.C., durante l'invasione dei Dori, e finisce nel 331 a.C., con la distruzione dell'impero persiano da parte di Alessandro Magno.
- Echi di Babilonia: si gioca nei panni dei Babilonesi, e va dal 1760 a.C., col codice di Hammurabi, al 612 a.C., con la distruzione di Ninive.
- Yamato, l'Impero del Sol Levante: la campagna finale, durante la quale si impersonano gli Yamato nella loro unificazione del Giappone, dal 365 d.C. al 405 d.C.

## Sviluppo
Age of Empires (sotto il titolo provvisorio Dawn of Man) è stato il primo gioco sviluppato da Ensemble Studios. La sua ambientazione storica è stata scelta per essere più plausibile e accessibile, in particolare ai giocatori occasionali, rispetto ai giochi esistenti.  All'epoca, altri giochi di strategia in tempo reale avevano ambientazioni di fantascienza e fantasy, quindi l'ambientazione storica di Age of Empires gli permise di distinguersi.  I progettisti hanno tratto molta ispirazione dal gioco Civilization, con la sua comprovata ambientazione storica; questo è stato notato tra i recensori come qualcosa di positivo. Il gioco è stato annunciato nel giugno 1996 all'Electronic Entertainment Expo. Age of Empires è stato progettato da Bruce Shelley, Tony Goodman (responsabile della grafica del gioco),      e Dave Pottinger (responsabile dell'intelligenza artificiale del gioco). Stephen Rippy era il direttore musicale (un ruolo che mantenne per tutta la serie), con l'aiuto occasionale di suo fratello, David Rippy, e di Kevin McMullan.  Ha creato la musica originale in Age of Empires usando suoni di strumenti reali dei periodi del gioco, così come i loro campioni digitali.  I brani erano il risultato di un'ampia ricerca sulle culture, gli stili e gli strumenti utilizzati.

## Accoglienza
| Testata                            | Giudizio |
| ---------------------------------- | -------- |
| GameRankings (media al 30-01-2020) | 87%      |
| Metacritic (media al 30-01-2020)   | 83/100   |
| AllGame                            | 4,5/5    |
| CGW                                | 4,5/5    |
| CVG                                | 9,0      |
| Game Revolution                    | B+       |
| GameSpot                           | 6,8      |
| IGN                                | 7        |
| Next Generation                    | 4/5      |
| PC Zone                            | 9,4      |
| PC Gameworld                       | 91%      |
| Coming Soon Magazine               | 90%      |
| Game Vortex                        | 75%      |

Age of Empires è stato generalmente ben ricevuto dalla critica, e ha avuto alti punteggi dai siti di aggregazione di recensioni tra cui 8.3 s 10 su Metacritic, un 87% su GameRankings, e un 85 su 100 su MobyGames.
Il gioco ha vinto numerosi premi, tra cui Gioco dell'Anno del 1997 da Gamecenter e Strategico per Computer dell'Anno del 1998 dalla AIAS. È stato anche nominato come Strategico dell'Anno del 1997 da parte di Computer Gaming World, premio vinto da Myth: The Fallen Lords.

## Espansioni e seguiti
L'unica espansione per Age of Empires è Age of Empires: The Rise of Rome, che introduce alcune nuove civiltà e unità (in particolare, i romani), e la "coda di produzione". L'espansione andava acquistata separatamente rispetto al gioco base, ma era venduta anche una Gold Edition che li conteneva entrambi.
Con i suoi seguiti, dei quali il primo è Age of Empires II: The Age of Kings ambientato nel Medioevo, forma l'omonima serie di Age of Empires.

## Versioni rimasterizzate

### Age of Empires: Definitive Edition
Data la sua grande popolarità, a 20 anni dalla sua pubblicazione è stata annunciata una versione completamente rimasterizzata, intitolata Age of Empires: Definitive Edition. Uscita il 20 febbraio 2018 su Microsoft Store, tale versione rimasterizzata include due nuove campagne, ovvero Il regno degli Ittiti e La Prima Guerra Punica, rispettivamente presenti esclusivamente nella demo del gioco originale e in quella dell'espansione.
Nella stessa versione rimasterizzata è stato inserito anche il gioco con la grafica originale, upscalato in Full HD e 4K, lasciando quindi la possibilità al giocatore di avviare il gioco originale o il nuovo gioco.
Age of Empires: Definitive Edition ha avuto un'accoglienza di poco sopra la media, con un punteggio di 70 su 100 su Metacritic. PC Gamer lo ha votato con un 60/100, chiamandolo "un remake solido di un gioco che ha fatto il suo tempo". GameSpot lo ha votato 6/10, lodandone le grafiche 4K graphics e la colonna sonora migliorata, ma criticando i vecchi problemi ancora persistenti.

### Age of Empires II: Definitive Edition - Return of Rome
Per celebrare il venticinquesimo anniversario dalla pubblicazione del primo capitolo, il 25 ottobre 2022 Microsoft ha annunciato una seconda versione rimasterizzata del primo gioco, denominata Return of Rome, inserita all'interno di Age of Empires II: Definitive Edition e adeguata alle grafiche di quest'ultimo. Tale versione comprende tutte le sedici civiltà del gioco originale e della sua espansione Rise of Rome, più una civiltà inedita, i Lac Viet. Inoltre, sono state aggiornate le meccaniche del commercio, adeguandole a quelle introdotte in Age of Empires II: The Age of Kings, e sono stati aggiunti i cancelli alle mura, prima assenti in questo gioco.
Return of Rome è uscito il 16 maggio 2023, come DLC del secondo capitolo.